# Bohumil Vendler
Bohumil Vendler (16. června 1865 Rokycany – 26. ledna 1948 Praha) byl český sbormistr, dirigent, hudební pedagog a skladatel.

## Život
Narodil se v Rokycanech, ale vyrůstal v Mělníku, kde byl jeho otec hostinským. Zde se začal učit na housle a na klavír u místních učitelů. Zpíval ve zpěváckém spolku a brzy se pokoušel i o skladbu. V letech 1885–1887 studoval na Varhanické škole v Praze, ale neabsolvoval. Ve skladbě byl žákem Zdeňka Fibicha. Živil se jako soukromý učitel hudby. V letech 1910–1920 byl ředitelem kůru v chrámu sv. Jakuba a v letech 1914–1923 vyučoval hudební výchovu na Masarykově státním reálném gymnasiu v Křemencově ulici v Praze.
Byl sbormistrem Zpěváckého spolku pražských typografů a smíchovského pěveckého sdružení Lukes. Působil také jako druhý dirigent pražského Hlaholu. V roce 1900 se stal dirigentem Akademického orchestru, který se za jeho působení přetvořil v Hudební jednotu vysokých škol pražských.

## Dílo
Zkomponoval přibližně 50 skladeb. Obzvláště byly ceněny jeho sbory a chrámové skladby.

### Sbory
- Pohřeb v lese op. 5/1
- Čtyři ženské sbory op. 6
- Kolada op. 7
- Bouře op. 8
- Tance op. 10
- Modlitba na Řípu op. 12/1
- Pardubické koně op. 12/2
- Věrná milá op. 12/3
- Pod starým praporem op. 18/1
- Stasa čarodějnice op. 18/1
- Byli jsme a budem op. 18/2
- 3 ženské sbory op. 19
- Památce zasloužilých mužů op. 27d na slova Josefa Václava Sládka
- Smuteční zpěv pro čtyři mužské hlasy op. 27e
- Národně-sociálního dělnictva hymna, bez op. na slova Augustina Eugena Mužíka

### Chrámové skladby
- Missa solemnis op. 13
- Missa ad quatuor voces viriles et Pange lingua
- Tři zpěvy ke mši svaté pro čtyřhlasý sbor bez průvodu op. 29
- Čtyři mariánské zpěvy op. 30/1 pro vyšší hlas s průvodem varhan
- Veni sancte Spiritus op. 46 pro čtyři ženské hlasy bez průvodu
- Pange lingua op. 46
- Adoro Te op. 46d pro smíšený sbor bez průvodu
- „Otče náš” a „Zdrávas Maria” pro nižší hlas
- Žalm 126 op. 44

### Komorní hudba
- Sonáta pro violoncello a klavír op. 9
- Romantické nálady op. 15
- Studie pro malý orchestr op. 28
- Smyčcový kvartet F-dur op. 47
- 2. smyčcový kvartet (Drobnosti ze zápisníku) op. 48
- 3 klavírní cykly
- Ukolébavky Ježíškovi op. 43 pro varhany

### Scénická hudba
- Krakonoš (1909)
- Jánošík (ke hře Jiřího Mahena)

### Didaktická literatura
- Škola zpěvu polyfonního ve formě kánonické, pro školy občanské, střední a pro ústavy učitelské op. 38. Praha, Hudební matice Umělecké besedy, 1928